# グレイ・ホトン
グレイ･ホトン (満文：ᡤᡠᡵᡝ ᡳᡥᠣᡨᠣᠨ, 転写：gure i hoton)は、遼寧省撫順市新賓満族自治県上夾河鎮古楼村に存在した女真の城塞。ヌルハチ (後の清太祖) の祖父ギョチャンガが李成梁率いる明の官軍に「誤殺」された因縁の地である。

## 歴史
グレはサルフを経て撫順へと至る街道上に在り、山間を北へ渾河流域を経て進むとハダ、イェヘに至る要衝である。グレの城は元々、明嘉靖後期から万暦初頭にかけて建州部の女真に覇を唱えた建州右衛都指揮使・王杲の居城であった。万暦2年1575にグレ城は李成梁らの征討を受けて多数の死亡者を出し、万暦3年1575には王杲が明朝に召し出され処刑された。
その後は子アタイがその城に拠ったが、万暦11年1583に再び李成梁率いる明の官軍に攻め込まれ、アタイが殺害されると同時に、城も火攻めにされて陥落したとされる。この戦役にはギョチャンガと子タクシが官軍の先導役として参加したものの、官軍側の「誤殺」によって二人は横死し、このことがのちにタクシの子であるヌルハチ (後の清太祖) の決起のきっかけとなった。ヌルハチは明征討を決意するに及び、所謂「七大恨」の第一箇条で「明ハ端無クモ邊陲ニ起釁シ我ガ祖父ヲ害シキ」と、明による祖父殺害を非難した。
10年後の万暦21年1593、建州部を統一して満洲国マンジュ･グルン樹立を果したヌルハチは、曾て城が位置したグレの山gure i alinでイェヘのナリムブルら率いる九部聯合軍と戦い、大捷利を収めたことで、マンジュの威光は女真社会全体に渡ったと言われる。

## 調査
グレの城は上述の通り、王杲父子の居城であった一方でギョチャンガが横死した地でもあり、更にそれがきっかけとなってヌルハチが挙兵し満洲国マンジュ･グルン が樹立された為、学会に於いて早くから注目を集めてきた。
グレ城をはじめて実地調査したのは高橋匡四郎とされ、昭和16年1941に「蘇子河流域に於ける高句驪と後女眞の遺跡」(滿洲帝國協和會建國大學分會出版部刊) と題した論文において「吳勒グレ城址」について紹介している。同文に拠れば、西方のサルフから鼓楼村に入り、そこで村の古老にグレ城址の位置を尋ねたが、知る者なく、結局鼓楼村の東口、蘇子河北岸に山塞趾をみつけたという。
なお、それよりはやく明治39年1906には内藤湖南もグレの地に足を運び、『滿洲寫眞帖』に「古樓附近」と題した白黒写真を一枚収めているが、あくまでも通過点としての記録しかなく、実地調査は行わなかったようである。

その後、神田信夫も昭和62年1987に現地を実地調査し、「後金国の山城・都城の研究」と題した論文で当時の様子を紹介している。それに拠れば、当時の城址は松林で、一面に雑草が生い茂り、東方に高橋がみたとされる城門趾と思しき遺構と若干の石垣が遺っていたという。
王杲父子が明の官軍に殺された両戦役とヌルハチが九部聯合を破った戦役からグレの近隣にシャジとヘジゲが在ったことは確実である。2005年に現地調査を行った承 志と杉山 清彦による報告書に拠れば、古楼村 (鼓楼村とも) には現在三つの城址が確認され、シャジ、ヘジゲ、グレそれぞれがいづれかの一つに該当するとされている。

### 龍頭山城址
夾河左岸、夾河と蘇子河の合流点附近に龍頭山と呼ばれる台地があり、同台地上に龍頭山城址がある。由来は文字通り、西を向いた龍の頭にみえることからといわれる。城址は北と西にそれぞれ夾河と蘇子河が迫り、東南方向にのみ尾根が続く天然の要塞である。杉山ら調査団はこの城址を以てグレの城に比定しているが、『考察紀實』はこの城址をヘジゲの城に比定している。

### 天橋嶺城址
蘇子河が夾河と合流し西に向きを変える地点のすぐ近くに屹立している小高い丘陵は天橋嶺と呼ばれ、古楼村の入り口にあたる。現在は南麓を削って車道が通されているが、本来は北側に玄菟古道が通っていた。この丘陵上に土塁と空堀で防禦を固めた城砦がある。それが天橋嶺城址である。グレ城は「三面屹立」と形容され、その点では三つの城址すべてが該当するが、『考察紀實』は天橋嶺の峻険さを以て同地の城址をグレ城と比定している。但し同書副主編・張徳玉が単独で発表した「新宾清前遗迹考察紀实」と、王潔「古勒城新考」では龍頭山城址をグレ城、天橋嶺城址をヘジゲ城としている。

### 迎風閣城址
古楼村集落の真北に隆起する急傾斜の丘陵は、山上に存在する古廟に因んで迎風閣山と呼ばれる。同山に存在する迎風閣城址は、間に集落を挟む為、蘇子河からやや距離があるが、すぐ下に河を望むことができる。歴史的にシャジ城は比較的簡単に陥落し、遺構に認められる防禦施設が貧弱であることから、『考察紀實』はこの城址をシャジ城に比定している。この城址より更に西北には「西敵山城址」と呼ばれる第四の城址が発見されているが、王潔はこれをグレとみることについて否定している。

## 脚註

### 典拠
1. 1 2  “建州女直通攷”. 東夷考略. "……總兵李成梁以十月誓師搏杲巢凡斬虜千一百四級來獻捷……"
2. ↑  “萬曆3年8月6日段59095”. 神宗顯皇帝實錄. 41
3. ↑  グレ城・シャジ城・ヘジゲ城. “明末清初期マンジュ・フルン史蹟調査報告 - 2005年遼寧・吉林踏査行”. 満族史研究 (5):  76-79. (2006).
4. 1 2 3  3. グレ. “後金国の山城・都城の研究”. 明治大学人文科学研究所年報 30:  105-106. (1989).
5. ↑  “(七十五) 古樓附近”. 滿洲寫眞帖. p. 76. "古樓ハ原古哷ニ作ル營盤ノ東方五里許リニシテ清ノ太祖ノ祖父覺昌安、父塔克世ガ明ノ都督李成梁ニ誘殺サレシ處ナリ"
6. ↑  ᡧᠠᠵᡳ (šaji)：夏雞(『太祖武皇帝實錄』)、沙濟(『太祖高皇帝實錄』、『滿洲實錄』)。
7. ↑  ᡥᡝᠵᡳᡤᡝᡳ (Hejige)：黑機革(『太祖武皇帝實錄』)、黑濟格(『太祖高皇帝實錄』)、赫濟格(『滿洲實錄』)。
8. ↑  张, 德玉. “新宾清前遗迹考察紀实”. 满族发源地历史研究:  69-74.
9. ↑  王, 洁 (2005). 付 (傅), 波. ed. “古勒城新考” (中国語). 赫图阿拉与满族姓氏家谱研究 (瀋陽市: 辽宁民族出版社):  282-287.

### 註釈
1. ↑  註釈：満洲語「gure」は地名、「i」は日本語の格助詞「の」に相当、「hoton」は城塞・城郭の意。

## 文献

### 書籍
- 白鳥庫吉 監修, 松井等, 箭内亙, 稻葉岩吉 撰『滿洲歷史地理』巻2, 南満洲鉄道株式会社 (大正3年1914)

### 論文
- 『明治大学人文科学研究所年報』巻30 (1989) 神田 信夫「後金国の山城・都城の研究」
- 『満族史研究』号5 (2006) 承 志, 杉山 清彦「明末清初期マンジュ・フルン史蹟調査報告 - 2005年遼寧・吉林踏査行」

### Web
- 「明末清初期満洲史蹟調査（於中国遼寧省・吉林省）」＊ 承・杉山の上の論文に掲載の写真が一部カラーでみられる。